# Варбург (місто)
Варбург (нім. Warburg) — місто в Німеччині, знаходиться в землі Північний Рейн-Вестфалія. Підпорядковується адміністративному округу Детмольд. Входить до складу району Гекстер.
Площа — 168,71 км2. Населення становить 22 928 ос. (станом на 31 грудня 2020).

## Географії

### Адміністративний поділ
Місто  складається з 16 районів:
- Боненбург
- Каленберг
- Дальгайм
- Дазебург
- Дессель
- Гермете
- Герлінггаузен
- Гоенвепель
- Менне
- Нерде
- Оссендорф
- Рімбек
- Шерфеде
- Варбург
- Вельда
- Вормельн